# August Schillinger
August Schillinger (ur. 21 września 1876 w Miesbach, zm. 8 września 1939 w Falenicy pod Warszawą) – niemiecki prawnik i urzędnik konsularny.

## Życiorys
Syn Alfreda Schillingera (1847–1902), właściciela ziemskiego i doradcy rybackiego z Bawarii. Absolwent Gimnazjum im. Maksymiliana (Maximiliansgymnasium) w Monachium (-1895). Odbył służbę wojskową (1895-1896); uzyskał stopień podporucznika (1900), porucznika rezerwy (1911), kapitana kawalerii (1918).
Studiował prawo, nauki przyrodnicze i filozofię na Uniwersytecie Ludwika Maksymiliana w Monachium i Erlangen (1896-1900). Służył w bawarskiej służbie sądowej i administracyjnej (1900-1904). Był współpracownikiem w Izbie Przemysłowo-Handlowej Górnej Bawarii w Monachium (1904-1905).
W 1903 wstąpił do pruskiej służby zagranicznej, gdzie pracował w Wydziale II (polityki handlowej) Ministerstwa Spraw Zagranicznych (1906-1907), był słuchaczem w Akademii Nauk Społeczno-Handlowych we Frankfurcie nad Menem (1907), urzędnikiem w konsulacie w Paryżu (1907), w konsulacie w Chicago (1907-1912), szefa konsulatu w Manili (1913), p.o. kier. konsulatu w St. Louis (1913-1914), kier. Konsulatu Generalnego w Amsterdamie (1914), konsula w Panamie gdzie jednak nie dotarł, objął p.o. kier. konsulatu w Fiume (1914-1915). Został powołany do służby wojskowej (1915-1918). Powrócił do służby w MSZ pełniąc funkcję p.o. kier. konsulatu w Szafuzie (1918) i Rostowie (1918-1919).
Otrzymał stanowisko w MSZ ds. handlu zagranicznego (1919-1920), objął kierownictwo biura paszportowego przedstawicielstwa dyplomatycznego w Paryżu (1920-1921). 21 stycznia 1921 przeszedł na czasową emeryturę. Powrócił do MSZ – był zatrudniony w ambasadzie w Waszyngtonie (1921-1922), pracował w MSZ m.in. jako komisarz ds. mieszanych sądów arbitrażowych i przedstawicielstw państwowych (1923-1924), kierował wydziałem paszportowym w poselstwie w Warszawie (1924-1930), pracował w Departamencie V (prawnym) MSZ (1930), kierował konsulatem generalnym w Reykjavíku (1930-1931) i konsulatem w Krakowie (1931-1939). Od 1938 nosił tytuł konsula generalnego. Był członkiem NSDAP od 1937.
Podczas ewakuacji personelu konsularnego po niemieckiej inwazji na Polskę 1 września 1939 Schillinger wraz z sekretarką Ruth Jurek zostali wywiezieni do Warszawy i tam osadzeni. Ostatni raz widziano ich żywych w dniu 8 września.